# گور چمپیون
گور چمپیون (انگلیسی: Gower Champion؛ ‏ ۲۲ ژوئن ۱۹۱۹ – ۲۵ اوت ۱۹۸۰) بازیگر و رقصنده اهل ایالات متحده آمریکا بود.
از فیلم‌ها یا برنامه‌های تلویزیونی که وی در آن نقش داشته‌است، می‌توان به قایق نمایشی و تا زمانی که ابرها کنار بروند اشاره کرد.